# 37e division d'infanterie (France)
Pour les articles homonymes, voir 37e division.
La 37e division d'infanterie est une division d'infanterie de l'armée de terre française qui a participé à la Première Guerre mondiale.
Composée de zouaves et de tirailleurs algériens, la division appartenait à l'armée d'Afrique.

## Les chefs de la37edivisiond'infanterie
- 1er juillet 1914 : général Comby
- 9 janvier 1915 : général Deshayes de Bonneval
- 26 février - 29 octobre 1916 : général Niessel
- 29 octobre 1916 - 6 juin 1918 : général Garnier-Duplessix
- 6 juin 1918 - 28 mars 1919 : général Simon
- 1922 : général Demetz
- 9 juillet 1923 - 19 juin 1924 : général Vidalon
- : général Constantine

## Première Guerre mondiale

### Composition
Mobilisée dans la 19e Région, à Arles.
- Infanterie :

Régiment de Marche du 2e Tirailleurs d'août à septembre 1914, qui devient 1er Régiment de Marche de Tirailleurs
Régiment de Marche du 3e Tirailleurs d'août à septembre 1914, qui devient 2e Régiment de Marche de Tirailleurs
Régiment de Marche du 5e Tirailleurs d'août à septembre 1914, qui devient 1er Régiment de Marche de Tirailleurs
Régiment de Marche du 6e Tirailleurs d'août à septembre 1914, qui devient 1er Régiment de Marche de Tirailleurs
Régiment de Marche du 7e Tirailleurs d'août à septembre 1914, qui devient 2e Régiment de Marche de Tirailleurs
1er Régiment de Marche de Tirailleurs de septembre 1914 à avril 1915, qui devient 2e Régiment de Tirailleurs de Marche
2e Régiment de Tirailleurs de Marche de septembre 1914 à avril 1915, qui devient 3e Régiment de Tirailleurs de Marche
3e Régiment de Tirailleurs de Marche d'avril 1915 à juillet 1918
Régiment de Marche du 2e Zouaves d'août 1914 à mars 1915, qui devient 2e Régiment de Zouaves de Marche
Régiment de Marche du 3e Zouaves d'août 1914 à mars 1915, qui devient 3e Régiment de Zouaves de Marche
2e Régiment de Zouaves de Marche de mars 1915 à novembre 1918
3e Régiment de Zouaves de Marche de mars 1915 à novembre 1918
38e Régiment d'Infanterie Territoriale de juillet 1917 à novembre 1918

#### Composition fin septembre 1914
- 73e brigade

2e régiment de marche de tirailleurs
2e régiment de marche de zouaves
- 74e brigade

3e régiment de marche de tirailleurs
3e régiment de marche de zouaves
- 3e brigade du Maroc

Régiment de marche de Zouaves
2e régiment de marche de Zouaves et Tirailleurs

#### Composition fin avril 1915
- 73e brigade

2e régiment de marche de tirailleurs
2e régiment de marche de zouaves
- 74e brigade

3e régiment de marche de tirailleurs
3e régiment de marche de zouaves

#### Composition été 1918
2e régiment de marche de tirailleurs
2e régiment de marche de zouaves
3e régiment de marche de zouaves

### Historique

#### 1914
- 6 – 13 août : débarquement à Sète et à Marseille des éléments mobilisés en Algérie.
- 13 - 15 août : transport par V.F. dans la région de Rocroi.
- 15 - 24 août : mouvement vers la Sambre, par Mariembourg et Philippeville.

22 - 23 août : engagée dans la Bataille de Charleroi : combats de Fosse et Mettet.
- 24 août - 6 septembre : repli vers le sud, par Florennes, Hirson, Nampcelles-la-Cour et Lugny.

29 août : engagée dans la  Bataille de Guise, puis poursuite du repli vers le sud, par Laon, Fismes et Verneuil.
- 6 - 15 septembre : engagée dans la  1re Bataille de la Marne.

6 - 9 septembre : bataille des Deux Morins : combats vers Courgivaux et sur le Petit Morin. À partir du 9 septembre, transport par V.F. à Louvres, puis mouvement sur Verberie. À partir du 12 septembre, poursuite par la région de Compiègne.
- 15 septembre 1914 - 20 juin 1915 : engagée dans la  1re Bataille de l'Aisne[2]. Combats à Cuts, à la Pommeraye et à Lombray.

18 septembre : léger repli sur la position Bailly, Tracy-le-Val.
20 septembre : attaque allemande sur Tracy-le-Val. Puis stabilisation progressive du front dans la région de l'Oise, le sud de la ferme Quennevières.
30 - 31 octobre : attaques françaises et prise de la ferme Quennevières.
12 novembre : attaques françaises sur le cimetière de Tracy-le-Val.
17 novembre : violentes contre-attaques allemandes sur Tracy-le-val et le bois Saint-Mard.
21 et 25 décembre : attaques françaises au nord-est du bois Saint-Mard. À partir de mars 1915, guerre de mines.
6 et 16 juin 1915 : éléments engagés à la ferme Quennevières.

#### 1915

Charge à la baïonnette du 2e régiment de Zouaves, plateau de Touvent, lors de la Bataille de Quennevières.

- 20 juin - 9 juillet : mouvement de rocade[4], puis, à partir du 28, occupation d'un secteur vers la ferme Quennevières et Moulin-sous-Touvent.
- 9 juillet - 9 août : retrait du front et mouvement vers Pierrefonds : repos et travaux.
- 9 - 30 août : transport par V.F. dans la région de Vadenay, puis, à partir du 17 août, travaux vers Saint-Hilaire-le-Grand.
- 30 août - 2 octobre : occupation d'un secteur au nord-est de Saint-Hilaire-le-Grand. Engagée du 25 septembre au 6 octobre dans la  seconde bataille de Champagne : Combats vers l'Epine de Vedegrange ; enlèvement de la 1re position allemande.
- 2 octobre 1915 - 6 janvier 1916 : retrait du front et repos vers Vraux. À partir du 9 octobre, transport par V.F., de la région de Châlons-sur-Marne, au sud-ouest de Bergues ; repos et instruction.

#### 1916
- 6 janvier - 12 février : transport par V.F. dans la région de Bar-le-Duc, Saint-Dizier : repos. Puis transport par V.F. au camp Mailly : instruction.
- 12 - 26 février : transport par V.F. dans la région de Bar-le-Duc, puis, par camions, dans celle de Verdun. Engagée, à partir du 22 février, dans la Bataille de Verdun, vers Louvemont, la côte de Talou et la côte du Poivre.
- 26 février - 13 avril : retrait du front et repos vers Rosnes.

8 mars : mouvement vers Neufchâteau : repos.
26 mars : mouvement vers le camp de Saffais, instruction. À partir du 10 avril, transport par V.F., dans la région de Vavincourt.
- 13 avril - 5 juillet : mouvement vers Vaubécourt. À partir du 16 avril, engagée à nouveau dans la Bataille de Verdun, vers Avocourt et le bois Carré.
- 5 - 12 juillet : retrait du front (éléments laissés en secteur jusqu'au 10 juillet) ; transport par V.F. dans la région de Stainville : repos.
- 12 - 29 juillet : transport par camions à Verdun. Engagée pour la troisième fois, dans la Bataille de Verdun, vers le fort de Souville : 15, 16 et 17 juillet, attaques françaises sur Fleury-devant-Douaumont.
- 29 juillet - 12 août : retrait du front ; transport par camions dans la région de Revigny ; repos.
- 12 août - 27 septembre : transport par V.F. vers Frouard et occupation d'un secteur entre Pont-à-Mousson et Armaucourt.
- 27 septembre - 30 octobre : retrait du front, et, à partir du 2 octobre, transport par V.F. vers Bar-le-Duc : repos.
- 30 octobre - 23 novembre : mouvement vers le nord ; occupation d'un secteur vers le village et le fort de Douaumont.
- 23 novembre - 11 décembre : retrait du front et repos vers saint-Dizier.
- 11 - 20 décembre : transport par camions à Verdun. À partir du 14, occupation d'un secteur vers le village et le fort de Douaumont. Engagée, le 15 décembre, dans la 1re Bataille Offensive de Verdun : prise de la lisière sud du bois le Chaume et du bois des Caurières. Puis, occupation et organisation des positions conquises, vers la ferme des Chambrettes et Bezonvaux.
- 20 décembre 1916 - 7 janvier 1917 : retrait du front et repos vers Wassy.

#### 1917
- 7 - 28 janvier : mouvement vers Mailly-le-Camp ; puis instruction au camp.
- 28 janvier - 14 février : mouvement sur Plancy, puis sur Méry-sur-Seine, Pleurs et Pierry.
- 14 février-1er avril : occupation d'un secteur vers les Cavaliers de Courcy et les abords est de Reims[5], réduit à gauche, le 13 mars, jusque vers Bétheny.
- 1er - 8 avril : retrait du front : repos vers Thillois.
- 8 - 22 avril : occupation d'un secteur vers la Neuville et le nord du Godat. Engagée, à partir du 16 avril, dans la  2e Bataille de l'Aisne : du 16 au 19, attaque sur le mont Spin, progression vers le bois de Séchamp, puis, organisation des positions conquises.
- 22 avril - 14 mai : retrait du front ; mouvement vers Damery. Puis, le 29 avril, transport par V.F. d'Epernay à Blainville-sur-l’Eau ; repos et instruction vers Bayon.
- 14 - 22 mai : travaux à Saint-Nicolas-du-Port.
- 22 mai - 8 août : occupation d'un secteur dans la région Moncel, le Sânon.
- 8 - 14 août : retrait du front : repos et instruction vers Toul.
- 14 août - 4 septembre : transport par V.F., de la région de Toul, dans celle d'Epernay et de Dormans ; puis mouvement vers Damery et instruction au camp de Ville-en-Tardenois.
- 4 septembre - 1er octobre : transport par camions vers Châlons-sur-Marne ; repos.

11 septembre : mouvement vers Bar-le-Duc ; repos.
- 1er - 21 octobre : occupation d'un secteur vers Damloup et le bois des Caurières.
- 21 octobre - 21 novembre : retrait du front ; repos vers Combles[6].
- 21 novembre - 6 décembre : mouvement vers le front et occupation d'un secteur vers la cote 344 et la ferme Mormont : le 25 novembre, attaque française dans cette région (2e Bataille Offensive de Verdun (combat de Bezonvaux)).
- 6 - 15 décembre : retrait du front, transport par V.F. vers Bar-sur-Aube : repos.
- 15 décembre 1917 - 28 janvier 1918 : mouvement par étapes vers Darney ; repos. À partir du 22 janvier 1918, mouvement par étapes vers Nancy, puis vers Custines.

#### 1918

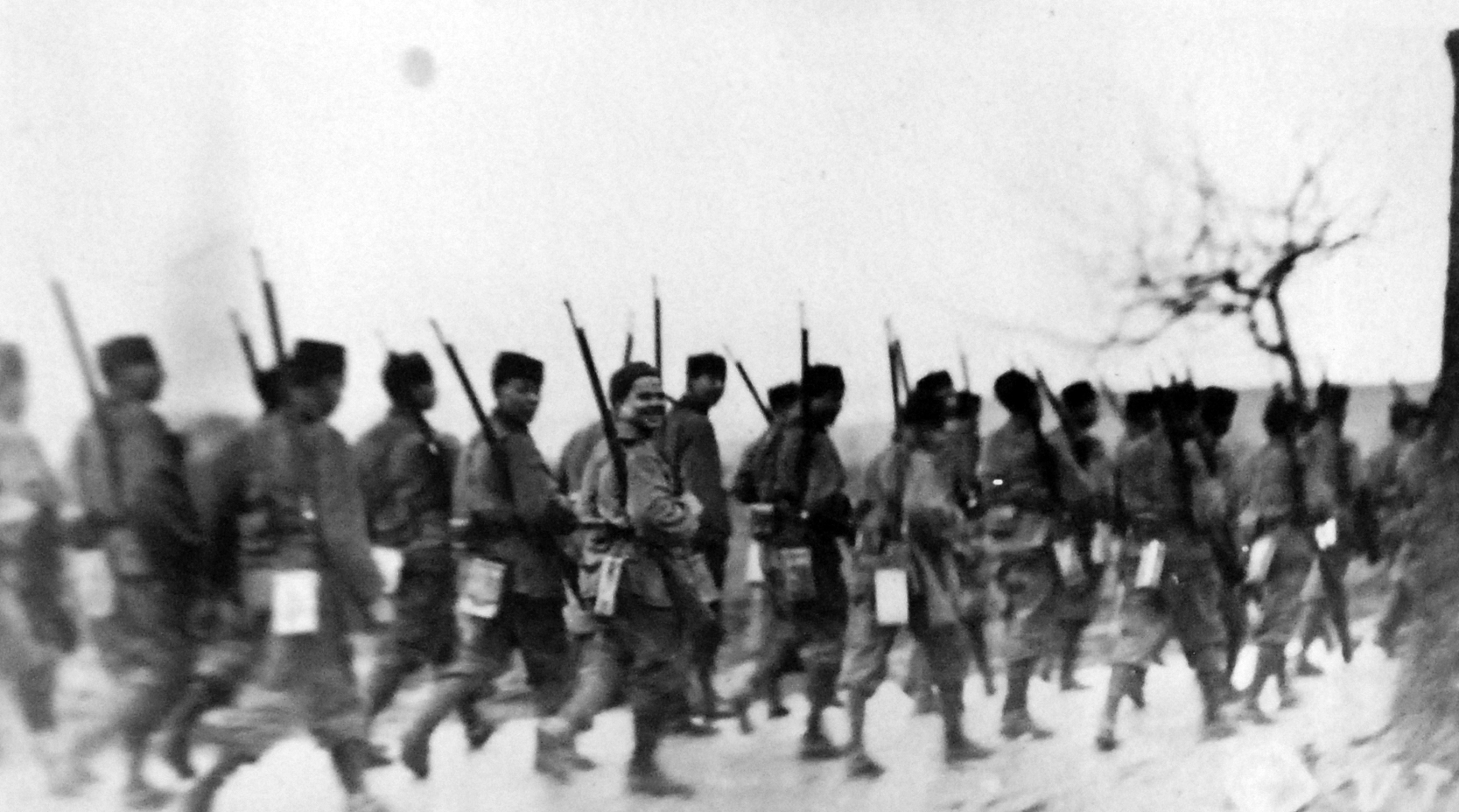
Tirailleurs algériens marchant vers la ligne de front pour attaquer La Fère, Bataille de la ligne Hindenburg septembre 1918.

- 28 janvier - 2 avril : occupation d'un secteur sur la Seille, vers Chenicourt et Clémery.
- 2 - 24 avril : retrait du front ; mouvement vers Saint-Nicolas-du-Port et repos. À partir du 11 avril, transport par V.F. vers Pont-Sainte-Maxence, puis, à partir du 16 avril, mouvement par étapes vers Breteuil et Wailly.
- 24 avril - 2 août : mouvement vers Bacouel-sur-Selle : en 2e ligne, à l'est d'Amiens. À partir du 29 avril, occupation d'un secteur vers le bois de Hangard (exclu) et Villers-Bretonneux (en liaison avec le front britannique), étendu à droite, le 30 mai, jusque vers Hangard.
- 2 - 12 août : retrait du front ; repos et instruction vers Wailly. À partir du 8 août, engagée, vers Hailles et le bois de Sénécat, dans la 3e bataille de Picardie : progression jusque sur l'Avre et Andechy.
- 12 - 27 août : retrait du front : repos vers Contoire, puis vers Maignelay. Mouvement vers la région de Verberie, puis vers celle de Mélicocq.
- 27 août - 27 septembre : engagée, vers Noyon, dans la poursuite (dernière partie de la 2e Bataille de Noyon). Puis organisation d'un secteur dans la région de l'Oise, l'est de Tergnier.
- 27 septembre - 23 octobre : retrait du front, mouvement vers Carlepont. Repos vers Chevrières, puis Ognes et Chauny.
- 23 octobre - 4 novembre : mouvement vers la Fère, et, à partir du 26 octobre, offensive à l'est de Ribemont (Bataille de la Serre). Puis organisation des positions conquises, vers Le Hérie-la-Viéville.
- 4 - 11 novembre : engagée dans la  2e Bataille de Guise, puis dans la Poussée vers la Meuse. Atteint, lors de l'armistice, la région de Seloignes, Baileux.

### Rattachements
- Affectation organique :

Mobilisation : Isolée
octobre 1914 : 6e Groupe de Divisions de Réserve
décembre 1914 : 35e Corps d'Armée
août 1915 : 7e Corps d'Armée
juillet 1916 : Isolée
| Dés               | Jusq'au           | armée                      |
| ----------------- | ----------------- | -------------------------- |
| 13 août 1914      | 9 septembre 1914  | 5e armée                   |
| 7 août 1915       | 7 août 1915       | 6e armée                   |
| 7 août 1915       | 9 août 1915       | 5e armée                   |
| 9 août 1915       | 10 octobre 1915   | 4e armée                   |
| 10 octobre 1915   | 6 janvier 1916    | Groupe d'armées du Nord    |
| 6 janvier 1916    | 2 février 1916    | 3e armée                   |
| 2 février 1916    | 12 février 1916   | 4e armée                   |
| 12 février 1916   | 12 février 1916   | 3e armée                   |
| 13 février 1916   | 26 février 1916   | Région Fortifiée de Verdun |
| 26 février 1916   | 8 mars 1916       | 2e armée                   |
| 8 mars 1916       | 26 mars 1916      | 1re armée                  |
| 10 avril 1916     | 12 août 1916      | 3e armée                   |
| 2 octobre 1916    | 7 janvier 1917    | 3e armée                   |
| 7 janvier 1917    | 1 février 1917    | 4e armée                   |
| 1 février 1917    | 29 avril 1917     | 5e armée                   |
| 29 avril 1917     | 15 août 1917      | 8e armée                   |
| 15 août 1917      | 15 août 1917      | 5e armée                   |
| 5 septembre 1917  | 11 septembre 1917 | 4e armée                   |
| 11 septembre 1917 | 15 décembre 1917  | 2e armée                   |
| 15 décembre 1917  | 11 avril 1918     | 8e armée                   |
| 11 avril 1918     | 15 avril 1918     | 3e armée                   |
| 15 avril 1918     | 24 août 1918      | 1re armée                  |
| 24 août 1918      | 14 septembre 1918 | 3e armée                   |
| 14 septembre 1918 | 11 novembre 1918  | 1re armée                  |